# 董用威
董用威（1535年—1595年），字愛先，别號望中，河南河南府洛陽縣人，民籍，明朝政治人物。賜進士出身。

## 生平
嘉靖三十四年（1555年）乙卯科河南鄉試第七十二名舉人。隆慶五年（1571年）中式辛未科會試第三百二十一名，二甲第六十一名進士。都察院觀政，授户部主事，萬曆四年（1576年）管浒墅鈔关，丁憂歸。七年复除本部，八年歷升员外郎、郎中，十年官至鳳陽府知府。

## 家族
曾祖董旺；祖父董和，貢士；父董汝謙，母高氏。慈侍下。兄董楠。弟董樌、董楹、董朴、董术、董杰。